# オットー・シンディング
オットー・ルズヴィ・シンディング（Otto Ludvig Sinding、1842年12月20日 - 1909年11月22日）は、ノルウェーの画家、詩人、劇作家。主にノルウェーの自然や庶民の生活、歴史を絵の題材とした。

## 生い立ち

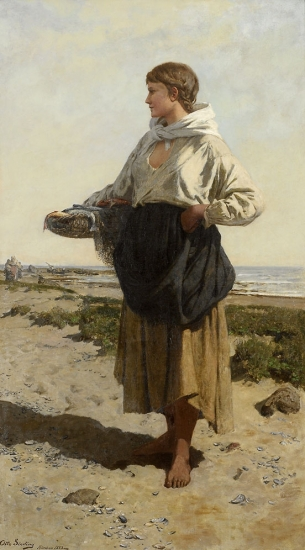
Fiskerjente på strand (1883) 『海辺に立つ女漁師』

1842年、コングスベルグに鉱山監督であった父マティアス・ヴィルヘルム・シンディング（ (Matthias Wilhem Singing) 、1811-1860）と母セシリー・マリー・メデル（Cecilie Marie Mejdell ,1817–86）との間に生まれる。彫刻家のステファン・シンディング  (Stephan Sinding)  と作曲家のクリスティアン・シンディングは弟で、叔父ニコライ・メデル  (Nicolai Mejdell) ,1822-1899は鉱山技師、ソルヴァルド・メデル  (Thorvald Mejdell) , 1824-1908）は森林監督官であった。また、従兄弟のグレア・ソルヴァルド・メデル (Glør Thorvald Mejdell)  はシンディングの妹ソーラ (Thora Cathrine Sinding)の夫でもある。その他の従兄弟にアルフレド・シンディング＝ラーセン  (Alfred Sinding-Larsen) と、アーネスト・アントン・ヘンリック・シンディング  (Ernst Anton Henrik Sinding) 、エリザベス・シンディング (Elisabeth Sinding)、グスタフ・アドルフ・シンディング (Gustav Adolf Sinding)三兄弟がいる。
1874年4月、シンディングは絵画の師ハンス・ギューデ(Hans Gude)の養女、アンナ・クリスティン・ニールセン（Anna Christine Nielsen、1855–1914）とカールスルーエで結婚した。ふたりの息子シグムンド・シンディングも著名な画家となった。

## 略歴
はじめクリスチャニア（現オスロ）の芸術学校に入り、法律を学んで公務員になった。学業を続けるためドイツのカールスルーエに移り、奨学金を稼ごうとはじめて風景画を描いた。カールスルーエでは、バーデン芸術学校（Baden School of Art）でハンス・ギューデに師事した。
ヴィルヘルム・リーフスタルやカール・フォン・ピロティと知己になったのもこのときである
1876年にノルウェーに戻り、クリスチャニア（オスロ）のパウロ教会でキリストの祭壇画を描いたり、ノルウェーの民話を題材にした絵や印象的な海岸線の絵を描いた。1880年、イタリアへ旅行した後ミュンヘンに移住し、田園風景や海を生き生きと描いた一連の作品を描いた。1886年の冬の間ロフォーテン諸島に旅して絵の取材をした。シンディングの最もよく知られた作品は皆ロフォーテン産である。1891年、クリスチャニア郊外のリサケルに家を建てた。1903年からはミュンヘン美術院で教授をつとめ、1909年11月、ミュンヘンで死去した。